# فائتانو
فائتانو (به ایتالیایی: Faetano) شهری در کشور سن مارینو است که ۷٬۷۵ کیلومتر مربع مساحت دارد و جمعیت آن در سال ۱۹۹۵ میلادی ۸۷۰ نفر و در سال ۲۰۰۸ میلادی ۱٫۱۳۹ نفر بوده‌است.

## نگارخانه

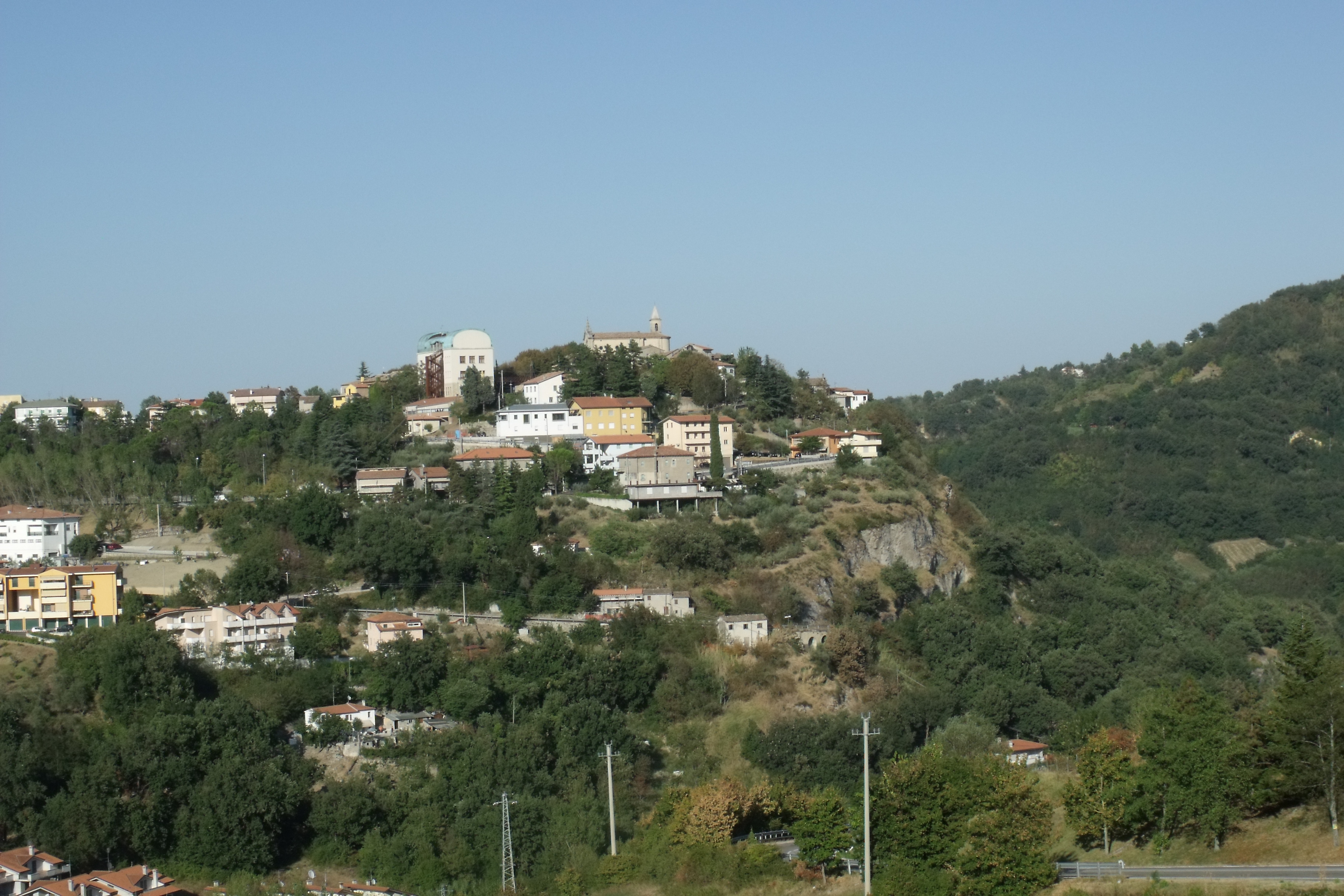
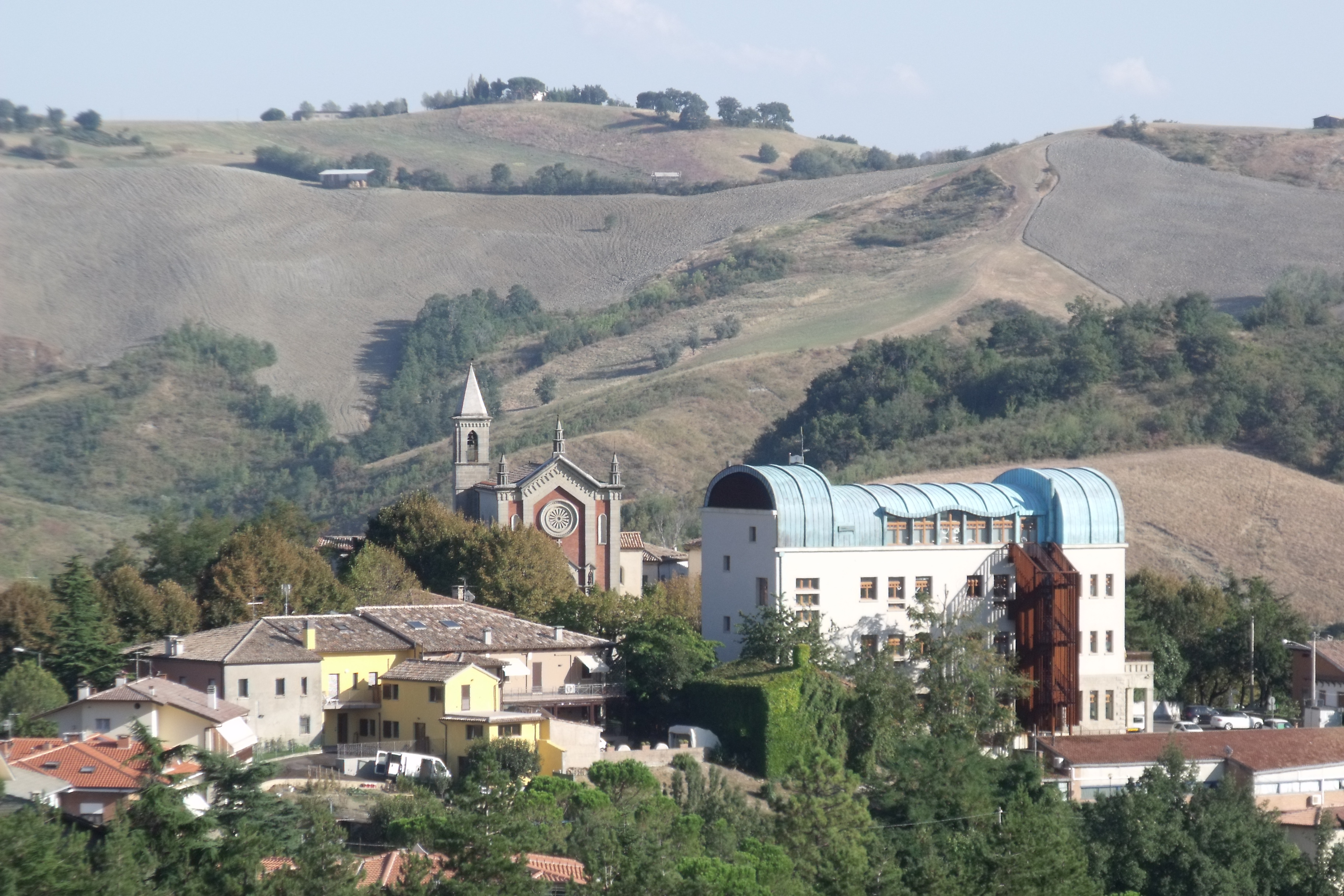
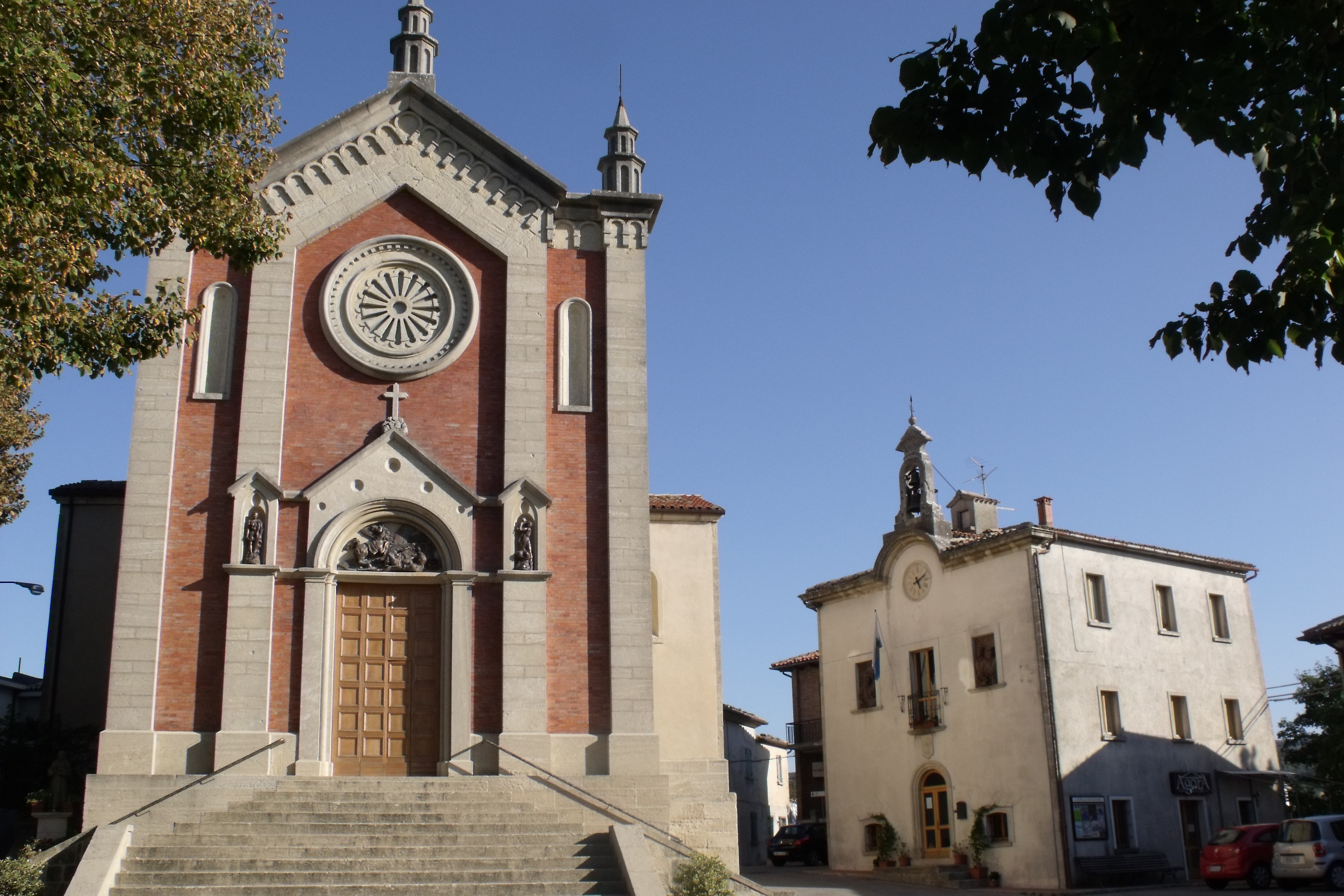